# Wendischfähre

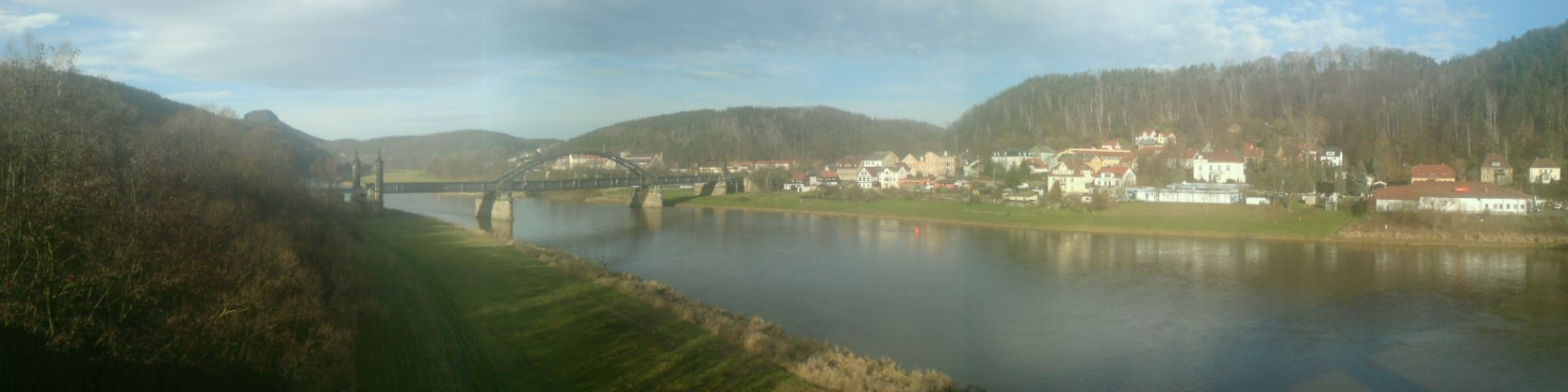
Blick über die Elbe nach Wendischfähre, links der Lilienstein

Wendischfähre ist ein Ortsteil der Gemeinde Rathmannsdorf im Landkreis Sächsische Schweiz-Osterzgebirge, Sachsen. Er entstand als Siedlung an einer alten Fährstelle über die Elbe in ihrem engen Tal im Elbsandsteingebirge.

## Geographie
Wendischfähre liegt in der Sächsischen Schweiz und ist der einzige im Elbtal gelegene Ortsteil Rathmannsdorfs. Die Gemarkung Wendischfähre ist 18 Hektar groß und befindet sich rechtselbisch in einer rund 300 Meter breiten Talweitung unmittelbar oberhalb der Einmündung des Lachsbaches.
Der Ortsteil umfasst den Südwesten des Rathmannsdorfer Gemeindegebiets. Rund 500 Meter Luftlinie nordöstlich liegt außerhalb des Elbtals der zentrale Teil Rathmannsdorfs, die Ortslage Höhe. Nördlich schließt sich an Wendischfähre die im Lachsbachtal (Tiefer Grund) gelegene Rathmannsdorfer Ortslage Plan an. Östlich benachbart ist das Zentrum der Stadt Bad Schandau, westlich deren Ortsteil Prossen. Die gegenüberliegende Elbseite ist Teil der Gemarkung Krippen, die ebenfalls zu Bad Schandau gehört. Nächstgelegene Ortsteile auf der linken Elbseite sind Gohrisch (zwei Kilometer südwestlich) und dessen Ortsteil Kleinhennersdorf (zwei Kilometer südöstlich).
Wichtigste Straße in Wendischfähre ist die Staatsstraße 163, die von Bad Schandau über Porschdorf nach Stürza führt. Sie erreicht den Ortsteil durch das Elbtal als Elbstraße, in der Ortsmitte Am Ring teilt sich die Straße in zwei separate Richtungsfahrbahnen, nördlich davon verlässt sie als Hohnsteiner Straße die Gemarkung durch das Lachsbachtal. Weitere benannte Straßen im Ort sind Am Dörfel, Schulberg, Garten- sowie Prossener Straße.

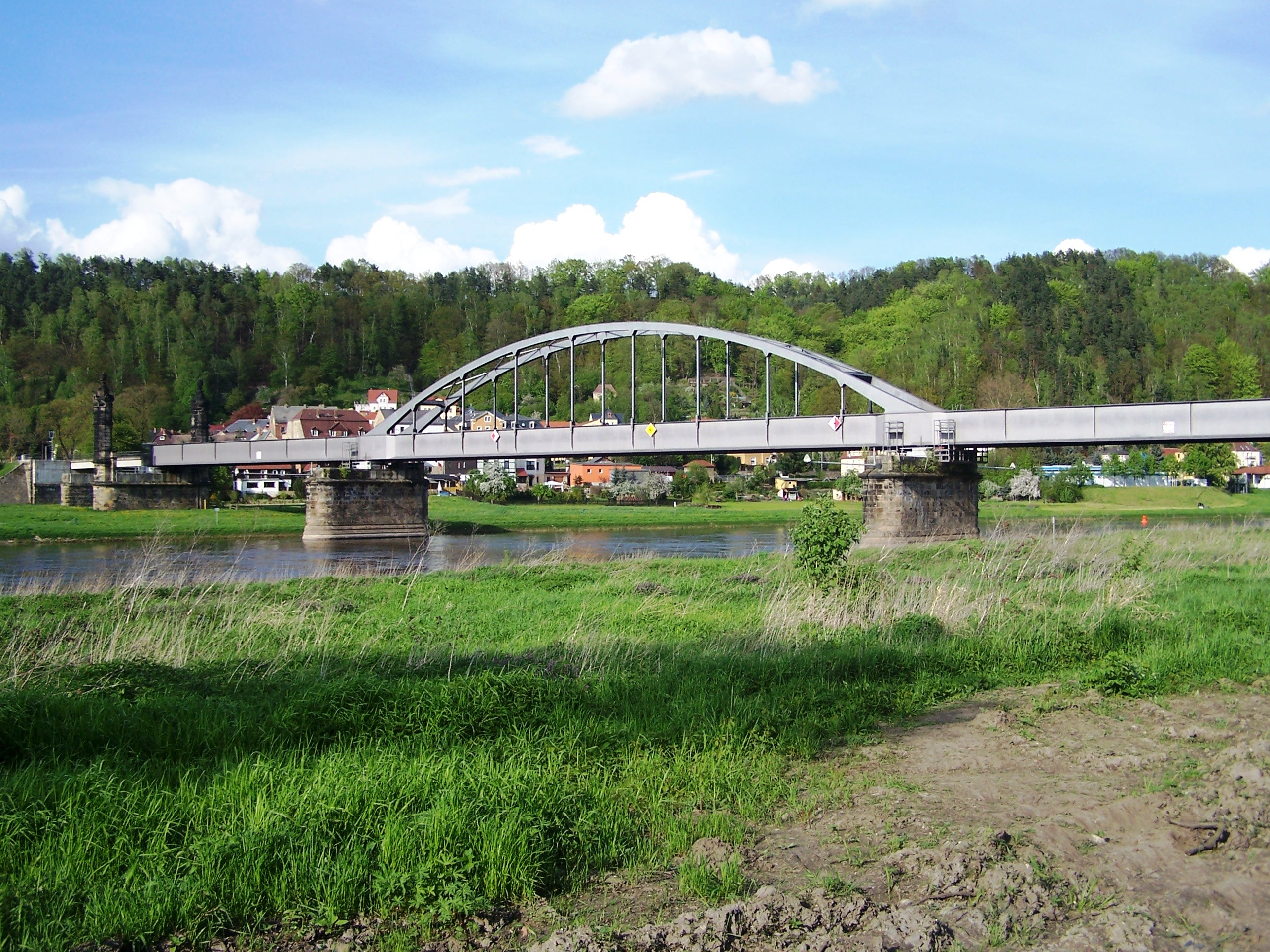
Carolabrücke, dahinter Wendischfähre

Direkt südlich von Wendischfähre wird die Elbe von der Carolabrücke überspannt, einer Eisenbahnbrücke im Zuge der Bahnstrecke Bautzen–Bad Schandau. In Wendischfähre befindet sich an dieser Bahnstrecke der Haltepunkt Rathmannsdorf. An den ÖPNV angebunden ist der Ort auch über die Buslinie 253 des Regionalverkehrs Sächsische Schweiz-Osterzgebirge, die in Wendischfähre drei Haltestellen bedient.
Bebaut ist der Ortsteil größtenteils von einzeln stehenden Wohnhäusern. Der Ortskern befindet sich in Elbnähe Am Dörfel/Am Plan. Dort sind die ältesten Gebäude von Wendischfähre zu finden. Auf dem 1999 als Kunstrasenplatz eingeweihten „Sportplatz an der Carolabrücke“ in Wendischfähre ist der FSV 1924 Bad Schandau heimisch. Außerdem liegt Wendischfähre an mehreren wichtigen Wanderwegen, darunter dem Europäischen Fernwanderweg E3 (ehem. Internationaler Bergwanderweg der Freundschaft Eisenach–Budapest) und dem Fremdenweg, ferner führt der Elberadweg an dem Ort vorbei.

## Geschichte
Der Ortsname findet sich erstmals 1443, als von einer Begebenheit „zcur windischen fehre“ berichtet wurde. Er ist deutschen Ursprungs und setzt sich zusammen aus „Wendisch“, dem Adjektiv für die elbslawischen Wenden, sowie aus dem Grundwort „Fähre“. Somit bedeutet der Ortsname Wendischfähre „Siedlung an der wendischen Fähre“. Er ist neben dem Meißner Stadtteil Niederfähre und Diesbar bei Nünchritz einer von drei Ortsnamen an der sächsischen Oberelbe, die sich auf eine alte Fährstelle beziehen. Der Ort wurde 1445/47 als „Windischfere“ und 1627 als „Wendische Fehra“ bezeichnet. „Wend. Fehre […] bestehet nur in wenig Häuser, in einer angenehmen Aue an der Elbe, ohnweit Schandau“, wird 1791 berichtet. Noch 1875 bestanden nebeneinander die beiden Schreibweisen „Wendischfähre“ und „Wendischfehra“. In der Zeit der DDR hieß der Ort offiziell Rathmannsdorf-Fähre.

Das Wappen von Rathmannsdorf ging aus dem Gemeindesiegel von Wendischfähre hervor.

Wendischfähre entstand als unregelmäßige Ansiedlung von Fischern und Fährleuten. Die vier in dem Ort ansässigen Gärtner bewirtschafteten auf der örtlichen Parzellenflur fünf Sechstel einer Hufe. Seine Entstehung verdankt der Ort in besonderem Maße der Tatsache, dass dort ein alter Pilgerweg die Elbe kreuzt. Auf ihm pilgerten katholische Sorben aus der Lausitz nach Papstdorf bzw. ins nordböhmische Mariaschein. In der Sächsischen Schweiz hatten diese Wenden die Elbe zu queren. Eine Fährstelle bildete sich heraus. In umgekehrte Richtung vollzog sich die Wallfahrt aus dem linkselbischen Raum zu einem Marienbild in Neustadt in Sachsen.
Im Jahr 1648 heißt es, dass schon seit Menschengedenken Personen übergesetzt worden seien, nicht aber Vieh und Güter. Im Jahr 1749 waren neun Häusler berechtigt, einen Kahn zu halten; unter ihnen wechselte das Fährrecht im wöchentlichen Rhythmus. Das Fährhaus Am Dörfel 5 stammt aus der Zeit um 1750. Der mündlichen Überlieferung zufolge hatten die Häuschen der Schiffer und Fischer ursprünglich näher an der Elbe gestanden, doch spätestens das Elbhochwasser 1845 habe zu deren Verlegung in höheres Gelände geführt.
Eingepfarrt war Wendischfähre schon 1539 in die Kirche zu Schandau. Die Grundherrschaft übten bereits im 16. Jahrhundert die Besitzer des Ritterguts im benachbarten Prossen aus. Damit unterstand Wendischfähre im Laufe der Jahrhunderte unter anderem den Geschlechtern Bünau und Lüttichau. Die Verwaltung des Ortes oblag 1445 der Pflege Hohnstein, ab dem 16. Jahrhundert dem Amt Hohnstein. Ab 1856 war dann das Gerichtsamt Schandau zuständig.
Auf Grundlage der Landgemeindeordnung von 1838 erlangte Wendischfähre Selbstständigkeit als Landgemeinde. Diese war 1875 Teil der Amtshauptmannschaft Pirna. In dieser Zeit wuchs der Ort rasch an. Die wesentliche Ursache dafür war der Bau der Carolabrücke im Jahr 1877. Sie war sowohl als Straßen- als auch als Eisenbahnbrücke konzipiert; an der Bahnstrecke entstand im gleichen Jahr in Wendischfähre ein Bahnhof. Über die Carolabrücke verlief die Reichs-, später Fernverkehrsstraße 172 von Dresden über Königstein/Sächsische Schweiz nach Schmilka. Der Brückenbau führte allerdings auch zur Einstellung der alten Elbfährverbindung von Wendischfähre. Genau ein Jahrhundert nach ihrer Errichtung verlor die Brücke ihre Funktion für den Straßenverkehr an die 1977 fertiggestellte Elbbrücke Bad Schandau.
Im Jahre 1925 zählte Wendischfähre 542 Einwohner, davon 478 evangelisch-lutherische, drei reformierte, 15 katholische, zwei jüdische sowie 44 Angehörige anderer oder keiner Religionen. Seit 1930 zählt der Ort zur Kirchgemeinde Bad Schandau-Porschdorf. Wendischfähre wurde 1937 ins benachbarte Rathmannsdorf eingemeindet. Dabei übernahm Rathmannsdorf auch das alte Siegel der Gemeinde Wendischfähre als Wappen. Es zeigte einen von sieben Ringen gehaltenen Anker. Dies symbolisierte die örtliche Fähre und deren wöchentlich sieben Fährtage. Infolge der Eingemeindung wurde ferner der Bahnhof Wendischfähre in Rathmannsdorf umbenannt. Rathmannsdorf kam 1952 zum Kreis Pirna, der nach mehreren Fusionen heute einen Teil des Landkreises Sächsische Schweiz-Osterzgebirge bildet.

## Einwohnerentwicklung
| Jahr | Einwohner            |
| ---- | -------------------- |
| 1547 | 4 Gärtner            |
| 1764 | 4 Gärtner, 7 Häusler |
| 1834 | 66                   |
| 1871 | 123                  |
| 1890 | 382                  |
| 1910 | 505                  |
| 1925 | 542                  |
| 1999 | 363                  |